# Drake Britton
Pour les articles homonymes, voir Britton.
John Drake Britton (né le 22 mai 1989 à Waco, Texas, États-Unis) est un lanceur gaucher des Ligues majeures de baseball sous contrat avec les Tigers de Détroit.

## Carrière
Drake Britton est drafté par les Red Sox de Boston au 23e tour de sélection en 2007. 
Britton, un lanceur partant dans les ligues mineures, fait ses débuts dans le baseball majeur comme lanceur de relève pour Boston contre les Yankees de New York le 20 juillet 2013. Il joue 25 matchs et lance 27 manches et deux tiers pour les Red Sox en 2013 et 2014. Il maintient une moyenne de points mérités de 2,93 avec une victoire et une défaite.
Le 4 février 2015, il est réclamé au ballottage par les Cubs de Chicago. Il passe 2015 en ligues mineures avec les Cubs de l'Iowa.
Le 11 décembre 2015, il est mis sous contrat par les Tigers de Détroit.